# Tansa (Iași megye)
Tansa település és községközpont Romániában, Moldvában, Iași megyében.

## Fekvése
A DJ246-os út mellett, Románvásártól keletre, Jászvásártól délnyugatra fekvő település.

## Története
Tansa községközpont, 2 falu: Tansa és Suhuleț tartozik hozzá.
A 2002-es népszámláláskor 3039 lakosának 96,72%-a román volt, melyből 94,01 százalék volt görögkeleti ortodox, a többi egyéb.